# Distretto di Sarny
Il distretto di Sarny (in ucraino Сарненський район?, Sarnens'kyj rajon) è un distretto nell'oblast' di Rivne  in Ucraina. Il suo centro amministrativo è la città di Sarny. Ha una popolazione di 212 212 abitanti.
Il 18 luglio 2020, come parte della riforma amministrativa dell'Ucraina, il numero di distretti dell'oblast di Rivne è stato ridotto a quattro e l'area del distretto di Sarny è stata notevolmente ampliata.